# Marjorie de Chastonay

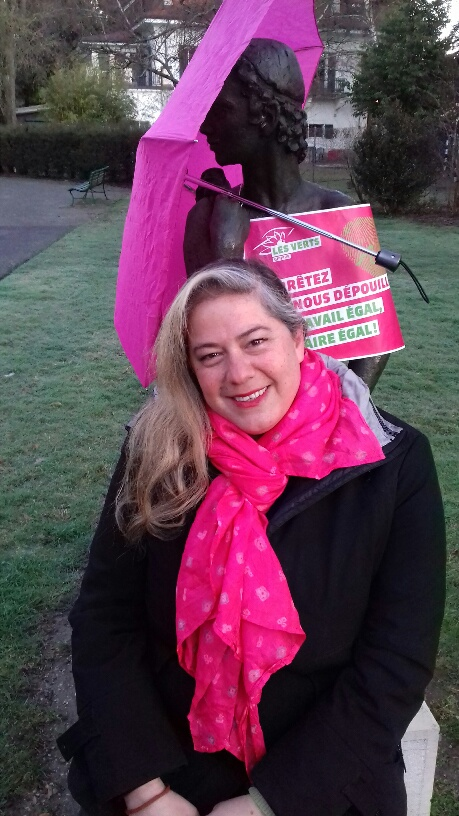
Marjorie de Chastonay im Jahr 2018

Marjorie de Chastonay (* 23. Oktober 1975 in Genf) ist eine Schweizer Politikerin (Grüne). Sie ist seit dem 1. Juni 2025 Teil der Stadtregierung von Genf und steht dem Departement für Bauwesen und Mobilität (französisch Département de l’aménagement, des constructions et de la mobilité) vor.

## Leben
Marjorie de Chastonay wurde am 23. Oktober 1975 in Genf geboren und wuchs im Stadtteil Servette auf. Nachdem sie ein Jahr lang Schülerin im Collège Voltaire war, zog sie mit 16 Jahren zu ihrer grossen Schwester ins Quartier Les Pâquis und ging ab dann auf das Collège Calvin. Im Alter von 19 Jahren verlor sie ihren Vater, der an Krebs starb, einige Jahre später auch ihre Mutter.
Nach ihrer Matura studierte sie von 1995 bis 1999 an der Genfer Hochschulinstitut für internationale Studien und machte später einen Master in europäischem Recht und Internationale Wirtschaftsrecht an den Universitäten von Genf und Lausanne. Von 2001 bis 2004 machte sie eine Ausbildung zur Primarschullehrerin.
Nachdem sie kurzzeitig einen Posten bei der Internationalen Arbeitsorganisation innegehabt hatte, war sie von 2001 bis 2025 als Primarschullehrerin beruflich aktiv.
Sie ist geschieden und Mutter von drei Kindern. Neben ihrem politischen Engagement war sie Schatzmeisterin des Verkehrs-Club der Schweiz.

## Politik
Als Mitglied der Grünen Partei trat de Chastonay 2015 erstmals bei den Wahlen zum Munizipalrat der Stadt Genf an, wurde jedoch nicht gewählt. Von 2016 bis 2018 war sie im Vorstand der Grünen der Stadt Genf, bis sie 2018 in den Grossen Rat gewählt wurde. Von 2021 bis 2023 stand sie dabei der Gruppe der Grünen vor.
Bei den Kommunalratswahlen in Genf 2025 trat sie mit Alfonso Gomez für die Grünen bei der Wahl des Stadtrates an und wurde mit 13'905 Stimmen in diesen gewählt. Sie übernahm den Posten von Frédérique Perler im Departement für Bauwesen und Mobilität, das sich unter anderem mit dem unterirdischen Ausbau des Bahnhofs Cornavin befasst.